# Anta da Santa Marta

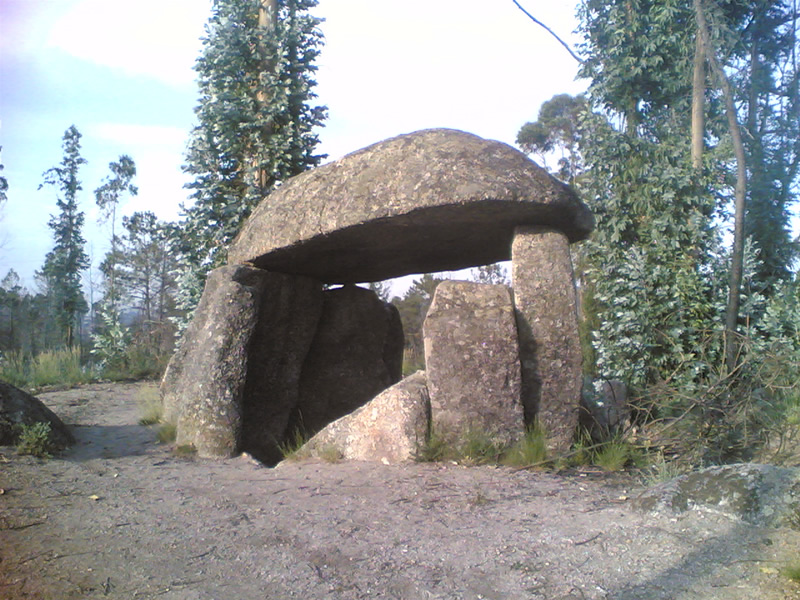
Anta da Santa Marta

Die Anta da Santa Marta (auch Dólmen da Portela oder Forno dos Mouros genannt) ist eine der bekanntesten portugiesischen Megalithanlagen. Sie liegt östlich von Porto im gleichnamigen Distrikt in Nordportugal. Anta oder Dolmen ist die portugiesische Bezeichnung für etwa 5000 Megalithanlagen, die während des Neolithikums im Westen der Iberischen Halbinsel von den Nachfolgern der Cardial- oder Impressokultur errichtet wurden. 

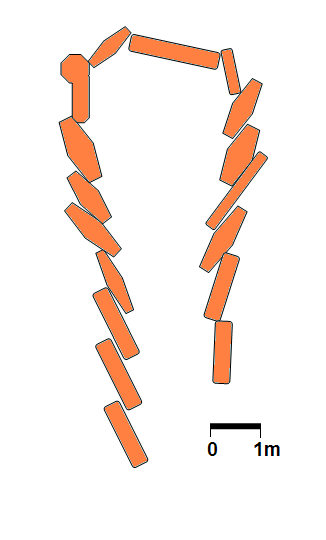
Grundriss einer Kammer mit nicht abgesetztem Gang

Die Anta liegt, von Santa Marta aus, jenseits der Nationalstraße 15 und des Rio Cavalum, beim Ort Portela, auf einer kleinen Anhöhe. Der Hügeldurchmesser beträgt etwa 27,0 m. Die langkammerige Anta Santa Marta hat eine polygonale Kammer (3,3 × 2,1 m), die aus sieben Seitensteinen besteht, wovon einer umgestürzt ist. Von den Seitensteinen sind drei mit nahezu ebener Unterseite Tragsteine des Decksteins, der in zwei Teile gespalten war und an der Unterseite wieder zusammengefügt wurde. Im Inneren befinden sich schwache Hinweise auf rote Zeichnungen. In die Kammer mündet ein nicht abgesetzter Gang. Von dem nach Osten gerichteten, ursprünglich längeren 2,5 m breiten Gang sind noch zehn Tragsteinpaare sichtbar. Die Anlage wurde im 3. Jahrtausend v. Chr. errichtet.
Anta da Santa Marta ist seit 1910 unter Denkmalschutz. Die Anlage wurde in den späten 1980er Jahren Opfer eines Aktes von Vandalismus, bei dem der, inzwischen wieder restaurierte, markant geformte Deckstein zertrümmert wurde.
Der Dolmen ist im Wappen von Santa Marta vertreten.